# 秦岭党参
秦岭党参（学名：Codonopsis tsinlingensis）是桔梗科党参属的植物，是中国的特有植物。分布在中国大陆的四川、甘肃、陕西等地，生长于海拔2,800米至3,000米的地区，一般生于高山灌丛及山坡草丛中，目前尚未由人工引种栽培。